# Wilhelm Keitel
Wilhelm Bodewin Johann Gustav Keitel (Helmscherode, hoy parte de Bad Gandersheim, Imperio alemán; 22 de septiembre de 1882 - Núremberg, Alemania ocupada, 16 de octubre de 1946) fue un mariscal de campo alemán, destacado líder y criminal de guerra nazi durante la Segunda Guerra Mundial. Entre 1938 y 1945 fue el jefe del Oberkommando der Wehrmacht (OKW), lo que le convirtió en el comandante del Estado Mayor que coordinaba a las fuerzas armadas alemanas (Heer, Kriegsmarine y Luftwaffe).

## Biografía

### Inicios
Wilhelm Keitel nació en 1882 en Helmscherode, hoy parte de Bad Gandersheim, hijo del terrateniente Carl Keitel y de su esposa Apollonia Keitel, de soltera Vissering. Tras ir a la escuela y graduarse con el Abitur en Gotinga, ingresó en el ejército con el grado de Fahnenjunker en 1901 en el 6.º Regimiento de artillería de campaña de la Baja Sajonia.
Fuera del ámbito militar, Wilhelm Keitel formó su propia familia casándose con Lisa Fontaine, hija de un terrateniente. Fruto del matrimonio nacerían cinco hijos.

### Primera Guerra Mundial
Durante la guerra, Keitel era capitán. Sirvió en el frente occidental, en el 46.º Regimiento de artillería. En septiembre de 1914 resultó herido por metralla, pero no de gravedad. Tras recuperarse pasó al Estado Mayor alemán en 1915. En 1917 combatió en Flandes, donde fue gravemente herido.

### Periodo de entreguerras
Al finalizar la contienda, permaneció en el recién creado Reichswehr y de 1920 a 1922 sirvió como oficial e instructor de la Escuela de Caballería de Hannover. También jugó un importante papel como organizador de unidades de los Freikorps encargadas de la vigilancia de la frontera con Polonia.[cita requerida] En 1925 ingresó en el Ministerio de Defensa del Reich (Reichswehrministerium), sirviendo como oficial de la Oficina de Tropa (Truppenamt), el «Estado Mayor» posterior al Tratado de Versalles. Pronto ascendió a jefe del departamento de organización, puesto que mantuvo incluso después de la llegada de los nazis al poder. En 1935 y por recomendación de Werner von Fritsch, se convirtió en director de la recién creada Wehrmachtsamt (Oficina de las Fuerzas Armadas) que en 1938 pasaría a ser conocida como Oberkommando der Wehrmacht (OKW o Alto Mando de las Fuerzas Armadas).

### Segunda Guerra Mundial

Keitel firma la rendición ante oficiales del Ejército Rojo.

Ascendió a general en 1937, y en 1938, tras el escándalo Blomberg-Fritsch y la sustitución del Reichskriegsministerium por el Oberkommando der Wehrmacht (OKW), fue nombrado comandante en jefe de las Fuerzas Armadas. Fue ascendiendo a mariscal de campo el 19 de julio de 1940 en la ceremonia del mariscal de campo, junto con otros doce altos oficiales alemanes que habían tenido una destacada participación en las recientes campañas de Francia y Polonia. Fue junto a Martin Bormann, Joseph Goebbels y Heinrich Himmler una de las personas más cercanas a Adolf Hitler.
Su influencia en temas militares como director de operaciones en la guerra contra la Unión Soviética declinó totalmente en diciembre de 1941 con la destitución del mariscal Walther von Brauchitsch cuando fracasó la toma de Moscú. Hitler se erigió asimismo como comandante en jefe del Oberkommando des Heeres (OKH). Keitel pasó a un segundo plano en el frente oriental, pasando a ser una figura ejecutiva, haciéndose cargo de las operaciones de la Campaña de Noruega y Finlandia.
Es en este periodo que pasó a ser considerado por sus pares como un consejero débil y sumiso, totalmente servil ante Hitler, y que siempre buscaba excusas para convalidar todas las ideas bélicas del Führer, por absurdas que fueran en la práctica. Debido a este rasgo otros altos jefes militares le apodaron Lakeitel (Lakai significa «lacayo» en alemán, Lakeitel jugando con su apellido) o Der General Jawohl («El general ¡A La Orden!»). 
Con la venia de Hitler, Heinrich Himmler utilizó a Keitel como testaferro para amparar numerosas órdenes moralmente dudosas o directamente ilegales, siendo consideradas crímenes de lesa humanidad según las Convenciones de Ginebra (como la orden de los comandos, la Orden de los Comisarios o el decreto Barbarroja), e incuestionablemente dio carta blanca a Himmler para ejecutar sus controles raciales (Einsatzgruppen) en la URSS en coordinación con la Wehrmacht. También firmó la orden para que todos los pilotos franceses capturados que formaran parte del escuadrón de caza Normandie-Niemen fueran ejecutados en lugar de ser tratados como prisioneros de guerra.  
Keitel estaba en pleno conocimiento de la llamada solución final de la cuestión judía y tuvo en su momento que recibir las recriminaciones del furibundo Wilhelm Canaris, jefe de la Abwehr, cuando los sanguinarios Einsatzgruppen actuaron brutalmente en conjunto con los comandos brandeburgueses en contra de la población judía de los territorios conquistados de Polonia y Ucrania, ejecutando en masa, primero, con fusilamientos; después sistemáticamente, con camiones cerrados a los que se incorporaba el humo del escape al interior.
Keitel tuvo muchas actuaciones, entre las que se destaca el ser el primero en declarar que Hitler estaba vivo después del atentado del 20 de julio de 1944 perpetrado por el coronel Claus von Stauffenberg, desestabilizando el plan de los conspiradores (la Operación Valquiria) y enviando al cadalso al almirante Wilhelm Canaris e implicados, como el reverendo Dietrich Bonhoeffer, el general Hans Oster y el jurista Hans von Dohnanyi entre otros.
Keitel fue uno de los firmantes de la rendición oficial de la Alemania nazi ante el mariscal ruso Gueorgui Zhúkov del Ejército Rojo.

### Juicios de Núremberg

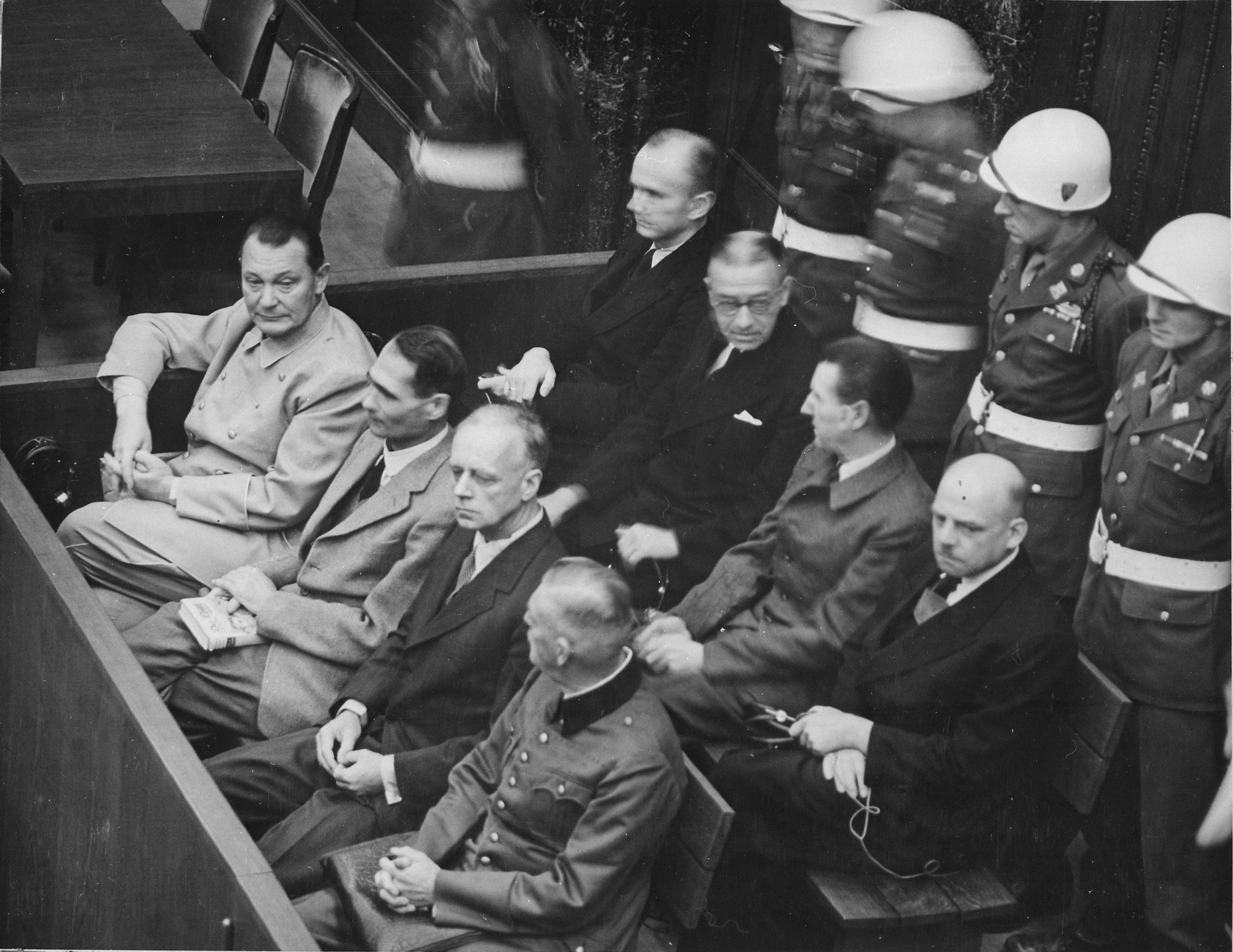
Dirigentes nazis juzgados en Núremberg. Delante, de izquierda a derecha, Hermann Göring, Rudolf Hess, Joachim von Ribbentrop y Wilhelm Keitel. Detrás, en el mismo orden, Karl Dönitz, Erich Raeder, Baldur von Schirach y Fritz Sauckel.

Keitel firmó la capitulación de la Wehrmacht ante el Ejército Rojo el 9 de mayo de 1945, siendo detenido por los Aliados el día 13.
Heinz Guderian testificó que Keitel era un militar honesto y que se vio abrumadoramente subyugado por Hitler -porque él (Keitel) pensaba que la obediencia debida en el cumplimiento de las órdenes de su superior era su más supremo deber.
Sentado en el banquillo de los acusados durante los Juicios de Núremberg, se le acusó de crímenes de guerra, crímenes contra la paz y crímenes contra la humanidad. 
Pese a que alegó que sólo había cumplido órdenes,[cita requerida] fue declarado culpable el 1 de octubre de 1946 y ejecutado en la horca el 16 de octubre de ese mismo año. (Se le denegó una última voluntad de ser fusilado.)
Al momento de su ejecución, John C. Woods, su verdugo, calculó mal la longitud de las sogas utilizadas en las ejecuciones, por lo que Keitel no murió rápidamente debido a fractura cervical, como era la intención, sino que sufrió una muerte larga y dolorosa por asfixia. Además de este error, la trampilla era demasiado pequeña, así varios de los condenados de Núremberg se golpearon la cabeza al pasar a través de ella.
Sus últimas palabras fueron: 

Alles für Deutschland. Deutschland über alles. («Todo para Alemania. Alemania por encima de todo.»)

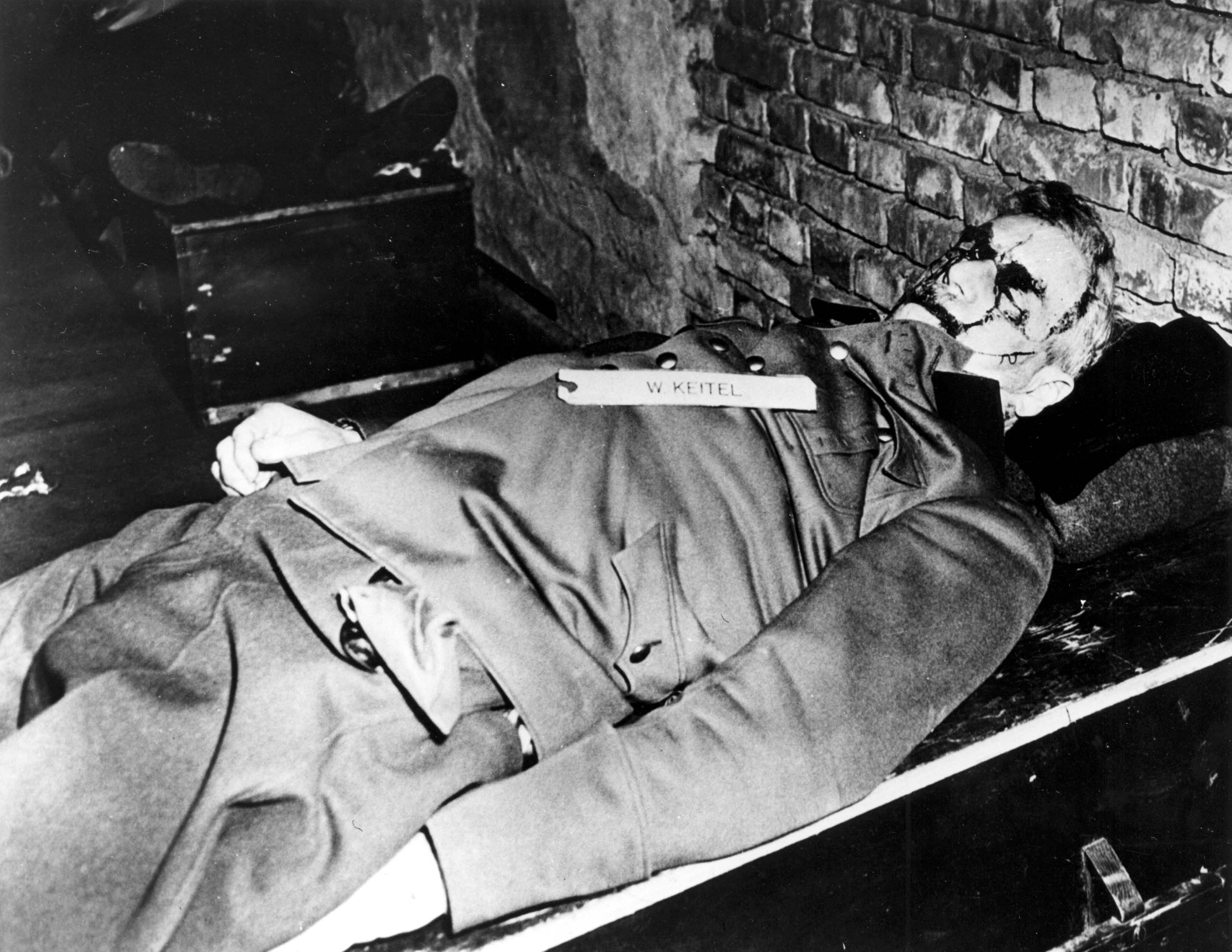
Keitel, después de ser ejecutado.

Fue incinerado y sus cenizas esparcidas en el arroyo Wenzbach, afluente del río Isar. Su autobiografía, Al servicio del Reich, se publicó un año después de su muerte.

## Condecoraciones
- Cruz de Hierro 2.ª Clase 1914 (Eisernes Kreuz 1914, II. Klasse)
- Cruz de Hierro 1.ª Clase 1914 (Eisernes Kreuz 1914 I. Klasse)
- Broche de la Cruz de Hierro 1939 de 2.ª Klasse (1939 Spange zum Eisernen Kreuz II. Klasse 1914)
- Broche de la Cruz de Hierro 1939 de 1.ª Klasse (1939 Spange zum Eisernen Kreuz I. Klasse 1914)
- Cruz al Mérito Militar de Austria de 3.ª Clase con decorativo de guerra (Österreichisches Militärverdienstkreuz, 3. Klasse mit Kriegsdekoration)
- Cruz de Honor de Combatiente del Frente 1914-1918 (Ehrenkreuz für Frontkämpfer)
- Medalla de Servicios de las Fuerzas Armadas de 2.ª Clase 12 años (Wehrmacht-Dienstauszeichnung 2. Klasse, 12 Jahre)
- Medalla de Servicios de las Fuerzas Armadas de 1.ª Clase 25 años (Wehrmacht-Dienstauszeichnung 1. Klasse, 25 Jahre)
- Cruz de Caballeros de la Cruz de Hierro (Ritterkreuz des Eisernen Kreuzes)
- Cruz de Caballeros de 2.ª Clase con Espadas de la Orden de la Casa Ernestina de Sajonia (Sachsen-Ernestinischer Herzoglicher Hausorden, Ritter 2. Klasse)
- Placa de herido 1914 en bronce (Verwundetenabzeichen 1914 in Bronze)
- Placa de herido 1939 en bronce (Verwundetenabzeichen 1939 in Bronze)
- Cruz Hanseatica de Bremen (Hanseatenkreuz Bremen)
- Cruz Hanseatica de Hamburgo (Hanseatenkreuz Hamburg)
- Cruz de 1.ª Clase de Federico Augusto de Oldenburg (Oldenburg Friedrich August Kreuz, 1. Klasse)
- Cruz de 2.ª Clase de Federico Augusto de Oldenburg (Oldenburg Friedrich August Kreuz, 2. Klasse mit "Vor Dem Feinde")
- Cruz al Mérito de Guerra de Brunswick de 1.ª Clase (Brunswick Kriegsverdienstkreuz, 1. Klasse)
- Cruz al Mérito de Guerra de Brunswick de 2ra Clase (Braunschweig Kriegsverdienstkreuz, 2. Klasse mit "Bewährung")
- Orden de Enrique el León del Ducado de Brunswick de Cuarta Clase (Brunswick Herzoglicher Orden Heinrichs des Löwen, 4. Klasse)
- Cruz de caballero de 2.ª Clase con Espadas de la Orden de Alberto de Sachsen (Sächsischer Albert Orden, Ritter 2. Klasse mit Schwertern)
- Broche de oro del NSDAP (Goldenes Parteiabzeichen)
- Medalla de la anexión de Austria (Medaille zur Erinnerung an den 13. März 1938)
- Medalla de Anexión de los Sudetes (Medaille zur Erinnerung an den 1. Oktober 1938)
- Broche de la Medalla de Anexión de los Sudetes (Spange zur Medaille zur Erinnerung an den 1. Oktober 1938)
- Medalla conmemorativa del reintegro de Memel (Medaille zur Erinnerung an die Heimkehr des Memellandes)
- Mención de Honor de Hesse “Por valentía“ (Hesse Ehrenauszeichnung "für Tapferkeit")
- Cruz al Mérito Militar de 2.ª Clase con Espadas (Kriegsverdienstkreuz, 2. Klasse mit Schwertern)
- Cruz al Mérito Militar de 1.ª Clase con Espadas (Kriegsverdienstkreuz, 1. Klasse mit Schwertern)
- Placa del Día de los Veteranos del Estado alemán de  Kassel 1939 (Großdeutscher Reichskriegertag Kassel 1939)
- Cruz al Mérito Militar de 3.ª Clase con decorativo de guerra de Austria (Österreichisches Militärverdienstkreuz, 3. Klasse mit Kriegsdekoration)
- Orden Militar de Saboya, Gran Cruz (Italia)  (Ordine Militare di Savoia, Grande Croce)
- Orden de Miguel el Valiente 3.ª Clase (Rumania) Ordinul Mihai Viteazul Clasa 3)
- Orden de Miguel el Valiente 2.ª Clase (Rumania) Ordinul Mihai Viteazul Clasa 2)
- Orden de Miguel el Valiente 1.ª Clase (Rumania) Ordinul Mihai Viteazul Clasa 1)
- Orden de la Rosa Blanca de Finlandia, Gran Cruz con Espadas (Valkoinen ruusu, suuri risti miekalla)
- Orden del León de Finlandia (Suomen Leijonan ritarikunta)
- Orden de la Libertad de Finlandia, con hojas de Roble y Espadas (Suomen Ritarikunnan ritarikunta, miekkakilpailu)
- Orden de la Libertad de Finlandia, Cruz de 1.ª Clase con hojas de Roble y Espadas (Suomi Vapaudenristin Suurristi (VR SR/VR SR mk)

### Ascensos
- Fahnenjunker-Unteroffizier (19 de julio de 1901)
- Fähnrich (19 de diciembre de 1902)
- Leutnant (18 de agosto de 1904)
- Oberleutnant (17 de febrero de 1912)
- Hauptmann (18 de junio de 1915)
- Major (1 de febrero de 1920)
- Oberstleutnant (1 de agosto de 1924)
- Oberst (1 de marzo de 1927)
- Generalmajor (1 de enero de 1930)
- Generalleutnant (1 de marzo de 1932)
- General der Infanterie (1 de junio de 1934)
- Generaloberst (30 de enero de 1936)
- Generalfeldmarschall (30 de enero de 1940)